# Kadaszman-Harbe II

Babilonia za panowania Kasytów.

Kadaszman-Harbe II (kas. Kadašman-Harbe, tłum. „On ufa bogu Harbe”) – król Babilonii z dynastii kasyckiej, następca Enlil-nadin-szumi; panował bardzo krótko, bo niespełna rok (1223 r. p.n.e.) Za jego rządów Babilonia była asyryjskim protektoratem, pozostającym pod kontrolą asyryjskiego króla Tukulti-Ninurty I.